# Municipio de Barren (condado de Jackson)
El municipio de Barren (en inglés: Barren Township) es un municipio ubicado en el condado de Jackson en el estado estadounidense de Arkansas. En el año 2020 tenía una población de 785 habitantes y una densidad poblacional de 8,55 personas por km².

## Geografía
El municipio de Barren se encuentra ubicado en las coordenadas 35°29′17″N 91°32′24″O / 35.48806, -91.54000. Según la Oficina del Censo de los Estados Unidos, el municipio tiene una superficie total de 91.78 km², de la cual 91,74 km² corresponden a tierra firme y (0,04 %) 0,03 km² es agua.

## Demografía
Según el censo de 2010, había 910 personas residiendo en el municipio de Barren. La densidad de población era de 9,92 hab./km². De los 910 habitantes, el municipio de Barren estaba compuesto por el 97,47 % blancos, el 0,11 % eran afroamericanos, el 0,11 % eran amerindios, el 1,65 % eran de otras razas y el 0,66 % eran de una mezcla de razas. Del total de la población el 2,86 % eran hispanos o latinos de cualquier raza.